# Związek Producentów Audio-Video
Związek Producentów Audio-Video, ZPAV – polskie stowarzyszenie producentów fonogramów i wideogramów zarejestrowane 11 lipca 1991 roku, Grupa Krajowa Międzynarodowej Federacji Przemysłu Fonograficznego. ZPAV przyznaje certyfikaty sprzedaży, tj. złote, platynowe i diamentowe płyty dla najlepiej sprzedających się w Polsce wydawnictw muzycznych.

## Historia

### XX wiek

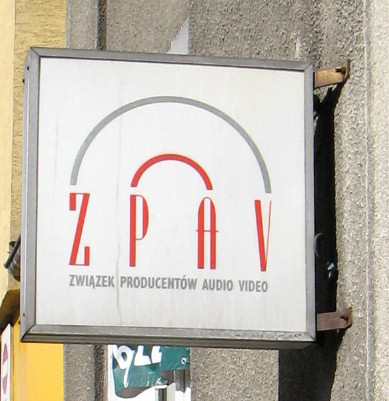
Kaseton z poprzednim logiem ZPAV-u

Stowarzyszenie powstało z inicjatywy muzyków, producentów muzycznych i dziennikarzy, natomiast głównym celem jest reprezentowanie producentów oraz zwalczanie praktyk piractwa fonograficznego, co umożliwiają umowy partnerskie z tłoczniami nośników optycznych. Od 12 czerwca 1991 ZPAV jest Grupą Krajową Międzynarodowej Federacji Przemysłu Fonograficznego (IFPI), która zrzesza i reprezentuje światowy przemysł muzyczny. Oficjalnie związek został zarejestrowany 11 lipca 1991. Założycielami stowarzyszenia byli: Dariusz Andrzejewski, Jacek Borawski, Jan Chojnacki, Piotr Dubiel, Adam Galas, Katarzyna Kanclerz, Barbara Klimaszewska, Krzysztof Konarzewski, Marek Kościkiewicz, Krzysztof Koziński, Piotr Kubiaczyk, Andrzej Puczyński, Wojciech Puczyński, Zofia Skubikowska oraz Paweł Walczak.
W latach 1992 i 1993 ZPAV organizował koncerty antypirackie, gdyż, według szacunków IFPI, piractwo fonograficzne w Polsce przekroczyło wówczas poziom 90 proc. rynku. W wydarzeniach wzięli udział tacy artyści jak: Czesław Niemen, Edyta Bartosiewicz, Wilki, Elektryczne Gitary, Krystyna Prońko czy Kayah.
Od stycznia 1995 związek uczestniczy w międzynarodowych targach muzycznych MIDEM, reprezentując dorobek polskiego przemysłu fonograficznego.
Decyzją Ministra Kultury 1 lutego 1995 wydano stowarzyszeniu zezwolenie na zbiorowe zarządzanie prawami pokrewnymi do fonogramów i wideogramów, w tym do pobierania wynagrodzenia, na następujących polach eksploatacji: zwielokrotnianie określoną techniką, wprowadzenie do obrotu, najem oraz użyczenie egzemplarzy, odtwarzanie, reemitowanie, publiczne udostępnianie fonogramu lub wideogramu w taki sposób, aby każdy mógł mieć do niego dostęp w miejscu i w czasie przez siebie wybranym.
8 lutego 1995 Związek Producentów Audio-Video przyznał pierwsze certyfikaty sprzedaży: złoty dla Maryli Rodowicz za Marysię biesiadną oraz platynowy dla Trzech Tenorów za Three Tenors Live.
19 marca 1995 roku w Teatrze Polskim w Warszawie odbyło się pierwsze wręczenie nagród polskiego przemysłu fonograficznego Fryderyk. Od 1999 to odznaczenie przyznaje Polska Fundacja Muzyczna pomagająca potrzebującym związanym z muzyką i Akademia Fonograficzna (założona 16 grudnia 1999).
W 1998 ZPAV wraz z Fundacją Ochrony Twórczości Audiowizualnej (FOTA) i Business Software Alliance (BSA) zawiązali Koalicję Antypiracką.

### XXI wiek
24 stycznia 2000 ZPAV zawiązało współpracę z Głównym Urzędem Ceł (obecna Służba Celna). W jego ramach do 2005 były przyznawane nagrody Złote Szlabany za skuteczną walką z przestępstwami w zakresie naruszania praw własności intelektualnej.
5 lipca 2000 roku została przyznana pierwsza diamentowa płyta za album Kayah i Bregović. Złotą i platynową płytę DVD przyznano po raz pierwszy w 2003. 30 października 2000 odbyło się pierwsze notowanie Oficjalnej Listy Sprzedaży (OLiS).
25 czerwca 2003 roku Związek Producentów Audio-Video powołuje Polską Fundację Muzyczną, która od 2004 jest organizacją pożytku publicznego. Pomaga ona artystom i muzykom w trudnej sytuacji życiowej.
W pierwszym półroczu 2004 roku organizacja podpisuje porozumienia o współpracy w zakresie wymiany informacji z Izbami Celnymi w Warszawie, Białej Podlaskiej, Łodzi i Przemyślu. 13 i 14 października 2004 roku odbyło się międzynarodowe spotkanie organizacji producentów fonograficznych, którego ZPAV jest gospodarzem. Również w 2004 Marek Staszewski (ówczesny pełnomocnik ZPAV) oraz Jan Bałdyga (koordynator ds. walki z piractwem) otrzymują od Ministra Kultury Waldemara Dąbrowskiego odznaki honorowe „Zasłużony dla Kultury Polskiej”.
W listopadzie 2005 roku, podczas walnego zebrania członków ZPAV, powstał pierwszy zarząd stowarzyszenia. Na jego czele stanął Andrzej Puczyński, który od tego czasu nieprzerwanie obejmuje stanowisko przewodniczącego organizacji. Przewodniczącą Komisji Rewizyjnej została wówczas Dorota Janczarska.
W 2006 roku ZPAV podpisał kontrakt z firmą Nielsen Music Control na monitorowanie muzyki w 42 polskich stacjach radiowych i dostarczanie zestawień najczęściej granych utworów.
W styczniu 2007 roku w ramach Światowego Dnia Celnictwa związek reprezentował przemysł muzyczny podczas wydarzenia opatrzonego hasłem „Nie! dla podrabiania i piractwa”.
W lipcu 2009 Związek Producentów Audio-Video utworzył stronę internetową dj.zpav.pl, gdzie można otrzymać licencję na kopiowanie nagrań przez didżeja. Miesiąc później, podczas walnego zebrania członków związku, wybrano nowy zarząd, wybierając ponownie Andrzeja Puczyńskiego na przewodniczącego.
W 2009 roku organizacja, we współpracy z FOTA, policją i prokuraturą we Wrocławiu zorganizowała głośną konferencję prasową z okazji aresztowania właścicieli serwisu odSiebie.com m.in. pod zarzutem paserstwa. W 2013 roku właściciele zostali uniewinnieni i oczyszczeni ze wszystkich zarzutów, zaś sąd wskazał niekompetencję organów ścigania oraz oskarżycieli posiłkowych w tej sprawie.
Od 2010 do 2016 roku ZPAV przyznaje coroczne wyróżnienia Cyfrowej Piosenki Roku najlepiej sprzedającym się utworom w formacie cyfrowym w Polsce. Od 4 lipca 2011 do czerwca 2018 związek publikował swój Newsletter.
14 lipca 2021 roku Związek Producentów Audio-Video podjął decyzję o zwiększeniu progów wymaganych do wyróżnienia singli cyfrowych certyfikatami sprzedaży. Zarządzenie weszło w życie 1 sierpnia tego samego roku. Z tego powodu 11 sierpnia przyznano rekordową liczbę złotych, platynowych i diamentowych płyt CD.
16 stycznia 2023 ZPAV ogłosił reformę sporządzania list przebojów. Kryteria sporządzania listy OLiS zostały poszerzone o dane o popularności utworów w mediach strumieniowych. Statystyki popularności muzyki są od tego czasu publikowane w sześciu notowaniach: czterech dla albumów i dwóch dla utworów.

## Struktura

### Zarząd
Obecny zarząd
- Andrzej Puczyński – przewodniczący
- Jacek Jagłowski – skarbnik
- Tomasz Grewiński, Maciej Kutak, Beata Reizler, Kinga Siennicka, Maciej Woć – członkowie zarządu[14]

Oś czasu
Źródła: 2001, 2002, 2005, 2006, 2009, 2010, 2011, 2019
Uwaga
Pierwsze walne zebranie zakończone wyborem zarządu odbyło się 12 lipca 1991 roku, jednak jego wyniki są nieznane.

### Członkostwo
- 5am Artists
- Agora
- Beggars Group
- Caritas Ordynariatu Polowego WP
- Catch-22
- Closer Music
- e-Muzyka
- Fundacja im. Zbigniewa Seiferta
- Fundacja Muzyki Filmowej i Jazzowej
- Galapagos
- Global Records[a]
- Iglo Records
- Independent Digital
- Isound Labels
- Kayax
- Kolegium Europy Wschodniej im. Jana Nowaka-Jeziorańskiego
- Lemon Records
- Luna
- My Music
- Narodowe Forum Muzyki im. Witolda Lutosławskiego
- Narodowy Instytut Fryderyka Chopina
- PIAS Recordings[b]
- Prosto
- Caston
- QL Music
- Right Music
- Right Publishing
- S.P. Records
- Schubert Music Publishing
- Si Music
- SKS Art&Music
- SMPB
- Sonic Records
- Sony Music Entertainment Poland
- Step Records
- STX Records
- Universal Music Polska
- Warner Music Poland
- Wolna Wola
- Wydawnictwo Bauer
- Zespół Pieśni i Tańca „Śląsk”
- ZPR Records
- ZYX Music

## Symbolika
| Lata                              | Opis logo | Ilustracja |
| --------------------------------- | --- | ---------- |
| 11 lipca 1991 – 23 listopada 2011 | Czerwony napis „ZPAV”, szary podpis Związek Producentów Audio Video (stylizowany dużymi literami) oraz dwa łuki czerwonej (mniejszy) i szarej (większy) barwy. |            |
| od 23 listopada 2011              | Biały skrót „ZPAV” (stylizowany małymi literami: „zpav”) na fioletowym tle.                                                                                    |            |
| od 23 listopada 2011              | Alternatywny logotyp związku: biały skrót „ZPAV” (stylizowany małymi literami: „zpav”) na czarnym tle.                                                         |            |
| od 23 listopada 2011              | Alternatywny logotyp związku: fioletowy skrót „ZPAV” (stylizowany małymi literami: „zpav”) na białym tle.                                                      |            |

## Listy przebojów
Związek Producentów Audio-Video sporządza i publikuje listy przebojów przedstawiające dane o popularności albumów i utworów na terenie Polski.

### Listy albumów
| Nazwa                    | Częstotliwość | Liczba miejsc | Data pierwszej listy      | Data ostatniej listy | Opis |                      |
| ------------------------ | ------------- | ------------- | ------------------------- | -------------------- | --- | -------------------- |
| OLiS                     | tygodniowa    | 100           | 23 października 2000(dts) |                      | Lista najpopularniejszych albumów, sporządzana na podstawie sprzedaży nośników fizycznych i odtworzeń w serwisach strumieniowych. | [ 24 ] [ 32 ] [ 33 ] |
| OLiS – albumy fizycznie  | tygodniowa    | 100           | 12 stycznia 2023(dts)     |                      | Lista najlepiej sprzedających się albumów na nośnikach fizycznych.                                                                | [ 24 ]               |
| OLiS – albumy w streamie | tygodniowa    | 100           | 12 stycznia 2023(dts)     |                      | Lista albumów najczęściej odtwarzanych w serwisach strumieniowych.                                                                | [ 24 ]               |
| OLiS – albumy – winyle   | tygodniowa    | 50            | 1 czerwca 2017(dts)       |                      | Lista najlepiej sprzedających się płyt gramofonowych.                                                                             | [ 24 ] [ 34 ]        |
| Dawne                    |               |               |                           |                      | |                      |
| OLiS miesięczny          | miesięczna    | 10            | 1 lutego 2010(dts)        | 1 grudnia 2022(dts)  | Lista najlepiej sprzedających się albumów na nośnikach fizycznych.                                                                | [ 35 ] [ 36 ]        |
| OLiS winyl miesięczny    | miesięczna    | 10            | 20 lipca 2017(dts)        | 29 grudnia 2022(dts) | Lista najlepiej sprzedających się płyt gramofonowych.                                                                             | [ 37 ] [ 38 ]        |

### Listy utworów
| Nazwa                      | Częstotliwość | Liczba miejsc | Data pierwszej listy  | Data ostatniej listy  | Opis                                                                                              |                      |
| -------------------------- | ------------- | ------------- | --------------------- | --------------------- | ------------------------------------------------------------------------------------------------- | -------------------- |
| OLiA                       | tygodniowa    | 100           | 27 marca 2010(dts)    |                       | Lista airplay utworów najczęściej słuchanych w stacjach radiowych i telewizyjnych.                | [ 24 ] [ 39 ] [ 40 ] |
| OLiS – single w streamie   | tygodniowa    | 100           | 12 stycznia 2023(dts) |                       | Lista utworów najczęściej odtwarzanych w serwisach strumieniowych.                                | [ 24 ]               |
| Dawne                      |               |               |                       |                       |                                                                                                   |                      |
| AirPlay – Nowości          | tygodniowa    | 5             | 27 marca 2010(dts)    | 14 stycznia 2023(dts) | Lista airplay premierowych utworów najczęściej słuchanych w stacjach radiowych i telewizyjnych.   | [ 39 ] [ 41 ] [ 42 ] |
| AirPlay – Największe skoki | tygodniowa    | 5             | 27 marca 2010(dts)    | 14 stycznia 2023(dts) | Lista airplay utworów z największymi wzrostami słuchalności w stacjach radiowych i telewizyjnych. | [ 39 ] [ 43 ] [ 44 ] |
| AirPlay – TV               | tygodniowa    | 5             | 27 marca 2010(dts)    | 14 stycznia 2023(dts) | Lista airplay utworów najczęściej słuchanych w stacjach telewizyjnych.                            | [ 39 ] [ 45 ] [ 46 ] |
| Top – dyskoteki            | tygodniowa    | 50            | 1 kwietnia 2010(dts)  | 20 sierpnia 2018(dts) | Lista utworów najczęściej odtwarzanych w klubach muzycznych.                                      | [ 47 ] [ 48 ]        |
| Top – centra handlowe      | kwartalna     | 20            | 1 maja 2010(dts)      | 1 stycznia 2014(dts)  | Lista utworów najczęściej odtwarzanych w centrach handlowych.                                     | [ 49 ] [ 50 ]        |

## Certyfikaty sprzedaży
Początkowo wyznaczone progi obejmowały sprzedaż 100 tys. egzemplarzy dla złotej i 200 tys. dla platynowej płyty. Nie przyznawano wówczas wyróżnień w kategorii diamentowa płyta. W czerwcu 1997 progi przyznawania wyróżnień wyznaczono na poziomie 50, 100 i 500 tys. egzemplarzy, odpowiednio dla złotej, platynowej i diamentowej płyty, przy braku rozgraniczenia na repertuar krajowy i zagraniczny.
1 maja 2002 po raz drugi zmianie uległy kryteria przyznawania wyróżnień – nagrania wydane po tym dniu mogły uzyskać status złotej, platynowej i diamentowej płyty, sprzedając się, odpowiednio, w nakładzie 35, 70 i 350 tys. egzemplarzy. Natomiast progi dla repertuaru zagranicznego zostały wyznaczone na poziomie 20, 40 i 100 tys. egzemplarzy, odpowiednio dla złotej, platynowej i diamentowej płyty.
Trzecia zmiana kryteriów weszła w życie 1 lipca 2005. Nagrania wydane po tym dniu mogły uzyskać status złotej, platynowej i diamentowej płyty sprzedając się, odpowiednio, w nakładzie 15, 30 i 150 tys. egzemplarzy. Natomiast progi dla repertuaru zagranicznego obniżono do 10, 20 i 50 tys. egzemplarzy, odpowiednio dla złotej, platynowej i diamentowej płyty.
1 kwietnia 2013 ZPAV przyjął zasadę zliczania albumów, tj. pakietów, jako jedna sztuka. W poprzednich latach stowarzyszenie uwzględniało liczbę nośników w zestawie. W konsekwencji, np. album trzypłytowy mógł otrzymać złotą płytę za sprzedaż 5 tys. zestawów.
Od 3 kwietnia 2014 we wnioskach o przyznanie wyróżnienia ZPAV uwzględnił odtworzenia utworów, tzw. streaming, m.in. w serwisach typu YouTube. Przyjęto zasadę iż odtworzenie jednego utworu 2,5 tys. razy stanowi równoznaczność sprzedaży jednego albumu. Według tychże zmian, dla repertuaru krajowego, aby zyskać status złotej, platynowej i diamentowej, suma odtworzeń powinna wynieść, odpowiednio 37,5, 75 oraz 375 mln.
Pierwszym albumem, który uzyskał status złotej płyty w Polsce tylko na podstawie odtworzeń (streaming), był Night Visions zespołu Imagine Dragons. Ten sam tytuł uzyskał jako pierwszy status platynowej na podstawie łącznej sprzedaży cyfrowej i odtworzeń.
Do końca maja 2015 certyfikaty przyznawane były na mocy wniosku złożonego przez upoważnioną stronę, na podstawie kryteriów obowiązujących członków ZPAV. Nagroda była przyznawana w przeciągu trzydziestu dni od złożenia wniosku. ZPAV nie prowadził statystyk sprzedaży przy czym zastrzegało sobie prawo do kontroli danych liczbowych wykazanych we wniosku o przyznanie wyróżnienia. Od 1 czerwca 2015 stowarzyszenie przyznaje wyróżnienia na podstawie sprawozdań TNS Polska, na podstawie których sporządzana jest lista przebojów – OLiS (nośniki fizyczne), oraz danych nadsyłanych przez wytwórnie muzyczne (sprzedaż cyfrowa). Zsumowane dane służą do przyznania wyróżnienia bez uprzedniej potrzeby składania wniosku.
Otrzymanie certyfikatu sprzedaży w Polsce nie jest jednoznaczne z przyznaniem go przez ZPAV. Szereg twórców honoruje progi wyznaczone przez stowarzyszenie. Jednakże szczegółowy regulamin może podlegać dowolnej interpretacji. Przykładem takiego wyróżnienia jest diamentowa płyta dla zespołu Kult za album MTV Unplugged (2010) przyznana przez wydawcę – S.P. Records. Wydawnictwo to sprzedało się w nakładzie ponad 60 tys. zestawów oraz 10 tys. wydań w formie DVD i Blu-ray.
Od stycznia 2025 zostały podwyższone progi dla singli, a za kryterium przyjęto wartość przychodu ze sprzedaży cyfrowej rezygnując z przeliczania jej na liczbę egzemplarzy. Albumom podwyższono przelicznik na jednostki fizyczne z 20 na 35 zł za sprzedaż jednego albumu. Jednocześnie odstąpiono od podziału albumów na repertuar zagraniczny i krajowy.

### Kryteria
| Okres                         | Uwagi                                                 | Uwagi                                                 | Kryteria (w tys. egzemplarzy) | Kryteria (w tys. egzemplarzy) | Kryteria (w tys. egzemplarzy) |
| Okres                         | Uwagi                                                 | Uwagi                                                 | Złota płyta                   | Platynowa płyta               | Diamentowa płyta              |
| ----------------------------- | ----------------------------------------------------- | ----------------------------------------------------- | ----------------------------- | ----------------------------- | ----------------------------- |
| czerwiec 1997 – maj 2002      | Album / Zestaw wielopłytowy (Box)                     | Muzyka rozrywkowa                                     | 50                            | 100                           | 500                           |
| czerwiec 1997 – maj 2002      | Album / Zestaw wielopłytowy (Box)                     | Klasyka                                               | 10                            | 20                            | 100                           |
| czerwiec 1997 – maj 2002      | Album / Zestaw wielopłytowy (Box)                     | Jazz                                                  | 10                            | 20                            | 100                           |
| czerwiec 1997 – maj 2002      | Singel / Maxi-singel                                  |                                                       | 10                            | 20                            | 100                           |
| czerwiec 1997 – maj 2002      | Singel wideo                                          | Singel wideo                                          | 5                             | 10                            | 50                            |
| czerwiec 1997 – maj 2002      | Album wideo / Zestaw wielopłytowy (Box)               | Muzyka rozrywkowa                                     | 5                             | 10                            | 50                            |
| czerwiec 1997 – maj 2002      | Album wideo / Zestaw wielopłytowy (Box)               | Jazz                                                  | 2,5                           | 5                             | 25                            |
| czerwiec 1997 – maj 2002      | Album wideo / Zestaw wielopłytowy (Box)               | Klasyka                                               | 2,5                           | 5                             | 25                            |
| maj 2002 – lipiec 2005        | Album / Zestaw wielopłytowy (Box)                     | Repertuar krajowy                                     | 35                            | 70                            | 350                           |
| maj 2002 – lipiec 2005        | Album / Zestaw wielopłytowy (Box)                     | Repertuar zagraniczny                                 | 20                            | 40                            | 200                           |
| maj 2002 – lipiec 2005        | Album / Zestaw wielopłytowy (Box)                     | Klasyka                                               | 5                             | 10                            | 50                            |
| maj 2002 – lipiec 2005        | Album / Zestaw wielopłytowy (Box)                     | Jazz / blues                                          | 5                             | 10                            | 50                            |
| maj 2002 – lipiec 2005        | Album / Zestaw wielopłytowy (Box)                     | Muzyka poważna – popularna                            | 10                            | 20                            | 100                           |
| maj 2002 – lipiec 2005        | Album / Zestaw wielopłytowy (Box)                     | Soundtrack                                            | 10                            | 20                            | 100                           |
| maj 2002 – lipiec 2005        | Singel / Maxi-singel                                  |                                                       | 10                            | 20                            | 100                           |
| maj 2002 – lipiec 2005        | Singel wideo                                          | Singel wideo                                          | 5                             | 10                            | 50                            |
| maj 2002 – lipiec 2005        | Album wideo / Zestaw wielopłytowy (Box)               | Muzyka rozrywkowa                                     | 5                             | 10                            | 50                            |
| maj 2002 – lipiec 2005        | Album wideo / Zestaw wielopłytowy (Box)               | Jazz                                                  | 2,5                           | 5                             | 25                            |
| maj 2002 – lipiec 2005        | Album wideo / Zestaw wielopłytowy (Box)               | Klasyka                                               | 2,5                           | 5                             | 25                            |
| lipiec 2005 – czerwiec 2015   | Album / Zestaw wielopłytowy (Box)                     | Repertuar krajowy                                     | 15                            | 30                            | 150                           |
| lipiec 2005 – czerwiec 2015   | Album / Zestaw wielopłytowy (Box)                     | Składanki                                             | 15                            | 30                            | 150                           |
| lipiec 2005 – czerwiec 2015   | Album / Zestaw wielopłytowy (Box)                     | Repertuar zagraniczny                                 | 10                            | 20                            | 100                           |
| lipiec 2005 – czerwiec 2015   | Album / Zestaw wielopłytowy (Box)                     | Klasyka                                               | 5                             | 10                            | 50                            |
| lipiec 2005 – czerwiec 2015   | Album / Zestaw wielopłytowy (Box)                     | Muzyka poważna – popularna                            | 5                             | 10                            | 50                            |
| lipiec 2005 – czerwiec 2015   | Album / Zestaw wielopłytowy (Box)                     | Jazz / blues                                          | 5                             | 10                            | 50                            |
| lipiec 2005 – czerwiec 2015   | Album / Zestaw wielopłytowy (Box)                     | Soundtrack                                            | 10                            | 20                            | 100                           |
| lipiec 2005 – czerwiec 2015   | Singel / Maxi-singel                                  |                                                       | 10                            | 20                            | 100                           |
| lipiec 2005 – czerwiec 2015   | Singel wideo                                          | Singel wideo                                          | 5                             | 10                            | 50                            |
| lipiec 2005 – czerwiec 2015   | Album wideo / Zestaw wielopłytowy video (Box)         | Muzyka rozrywkowa                                     | 5                             | 10                            | 50                            |
| lipiec 2005 – czerwiec 2015   | Album wideo / Zestaw wielopłytowy video (Box)         | Jazz                                                  | 2,5                           | 5                             | 25                            |
| lipiec 2005 – czerwiec 2015   | Album wideo / Zestaw wielopłytowy video (Box)         | Klasyka                                               | 2,5                           | 5                             | 25                            |
| czerwiec 2015 – lipiec 2021   | Album audio                                           | Repertuar krajowy                                     | 15                            | 30                            | 150                           |
| czerwiec 2015 – lipiec 2021   | Album audio                                           | Składanki                                             | 15                            | 30                            | 150                           |
| czerwiec 2015 – lipiec 2021   | Album audio                                           | Repertuar zagraniczny                                 | 10                            | 20                            | 100                           |
| czerwiec 2015 – lipiec 2021   | Album audio                                           | Soundtrack                                            | 10                            | 20                            | 100                           |
| czerwiec 2015 – lipiec 2021   | Album audio                                           | Muzyka poważna                                        | 5                             | 10                            | 50                            |
| czerwiec 2015 – lipiec 2021   | Album audio                                           | Muzyka poważna – popularna                            | 5                             | 10                            | 50                            |
| czerwiec 2015 – lipiec 2021   | Album audio                                           | Jazz / blues / folk / muzyka źródeł                   | 5                             | 10                            | 50                            |
| czerwiec 2015 – lipiec 2021   | Album wideo                                           | Muzyka rozrywkowa                                     | 5                             | 10                            | 50                            |
| czerwiec 2015 – lipiec 2021   | Album wideo                                           | Muzyka poważna                                        | 2,5                           | 5                             | 25                            |
| czerwiec 2015 – lipiec 2021   | Album wideo                                           | Jazz / blues / folk / muzyka źródeł                   | 2,5                           | 5                             | 25                            |
| czerwiec 2015 – lipiec 2021   | Singel / Maxi-singel Singel cyfrowy (od 1 marca 2017) | Singel / Maxi-singel Singel cyfrowy (od 1 marca 2017) | 10 20 000 zł                  | 20 40 000 zł                  | 100 200 000 zł                |
| sierpień 2021 – grudzień 2024 | Album audio                                           | Repertuar krajowy                                     | 15                            | 30                            | 150                           |
| sierpień 2021 – grudzień 2024 | Album audio                                           | Składanki                                             | 15                            | 30                            | 150                           |
| sierpień 2021 – grudzień 2024 | Album audio                                           | Repertuar zagraniczny                                 | 10                            | 20                            | 100                           |
| sierpień 2021 – grudzień 2024 | Album audio                                           | Soundtrack                                            | 10                            | 20                            | 100                           |
| sierpień 2021 – grudzień 2024 | Album audio                                           | Muzyka poważna                                        | 5                             | 10                            | 50                            |
| sierpień 2021 – grudzień 2024 | Album audio                                           | Muzyka poważna – popularna                            | 5                             | 10                            | 50                            |
| sierpień 2021 – grudzień 2024 | Album audio                                           | Jazz / blues / folk / muzyka źródeł                   | 5                             | 10                            | 50                            |
| sierpień 2021 – grudzień 2024 | Album wideo                                           | Muzyka rozrywkowa                                     | 5                             | 10                            | 50                            |
| sierpień 2021 – grudzień 2024 | Album wideo                                           | Muzyka poważna                                        | 2,5                           | 5                             | 25                            |
| sierpień 2021 – grudzień 2024 | Album wideo                                           | Jazz / blues / folk / muzyka źródeł                   | 2,5                           | 5                             | 25                            |
| sierpień 2021 – grudzień 2024 | Singel cyfrowy                                        | Singel cyfrowy                                        | 25 50 000 zł                  | 50 100 000 zł                 | 250 500 000 zł                |
| od stycznia 2025              | Album audio                                           | Muzyka rozrywkowa                                     | 15                            | 30                            | 150                           |
| od stycznia 2025              | Album audio                                           | Muzyka poważna / jazz                                 | 5                             | 10                            | 50                            |
| od stycznia 2025              | Album audio                                           | Muzyka filmowa (soundtrack)                           | 10                            | 20                            | 100                           |
| od stycznia 2025              | Singel cyfrowy                                        | Singel cyfrowy                                        | 125 000 zł                    | 250 000 zł                    | 1 000 000 zł                  |

## Inne wyróżnienia

### Fryderyki
Od 1995 roku związek przyznawał Nagrodę Muzyczną „Fryderyk”. Od 1999 to odznaczenie przyznaje Polska Fundacja Muzyczna pomagająca potrzebującym związanym z muzyką i Akademia Fonograficzna (założona 16 grudnia 1999).

### Cyfrowa Piosenka Roku
W latach 2010–2016 ZPAV przyznawał wyróżnienie Cyfrowej Piosenki Roku dla dwóch kategorii: „Piosenka polska” i „Piosenka zagraniczna”.

### Złote Blachy
Od 1998 Koalicja Antypiracka (ZPAV, FOTA i BSA) przyznaje Złote Blachy – nagrody za najskuteczniejsze działania antypirackie policji.

### Złote Szlabany
W latach 1999–2005 ZPAV przyznawał nagrody Złote Szlabany – za skuteczną walką z przestępstwami w zakresie naruszania praw własności intelektualnej.